# Pandemia de gripe A (H1N1) de 2009-2010 en Nueva Zelanda
La pandemia de gripe A (H1N1), que se inició en 2009, entró en Nueva Zelanda el 28 de abril del mismo año. Éste fue el primer país en reportar casos de gripe A en Oceanía.
Tras haber regresado de tres semanas de México, diez estudiantes de Rangitoto College (una escuela secundaria en la Ciudad de North Shore, Auckland) presentaron síntomas de gripe. Los 22 estudiantes y tres profesores acompañantes del viaje se encuentran actualmente aislados, con tratamiento de Oseltamivir a los pacientes y a quienes están en contacto con ellos. 10 estudiantes resultaron positivos en la prueba del virus de la influenza A. Las muestras fueron enviadas al laboratorio de la OMS para Melbourne. Además, cinco personas se sometieron a la prueba del virus de la influenza A. Aunque se detectaron dos casos sospechosos aislados, ambos fueron descartados luego de las pruebas realizadas en laboratorio.
Hasta el 16 de enero de 2009 (fecha de la última actualización), Nueva Zelanda reportó 3.199 casos de gripe A (H1N1), y 20 muertes.